# Mitsubishi Pajero
Il Mitsubishi Pajero è un fuoristrada prodotto dalla casa automobilistica giapponese Mitsubishi dal 1982 al 2021.

## Storia, profilo e nome
Ne sono state prodotte varie serie:
- La prima serie è stata prodotta dal 1982 al 1991.
- La seconda serie è stata prodotta dal 1991 al 1999.
- La terza serie è stata prodotta dal 1999 al 2006.
- La quarta serie è stata prodotta dal 2006 al 2021.

Il nome deriva dal leopardus pajeros o Gatto delle Pampas. In Gran Bretagna è chiamata Mitsubishi Shogun e in quelli di lingua spagnola è venduta con il nome di Montero, onde evitare un riferimento triviale. 
La Pajero si è molto distinta anche nelle competizioni automobilistiche vincendo varie edizioni della Rally Dakar e altre gare, con un modello Evoluzione di quello di serie.

## Prima Serie L040 (1982-1991)
La prima serie fece il suo debutto al Salone dell'automobile di Tokyo nell'ottobre
1981 e fu messa nel mercato nel maggio 1982.

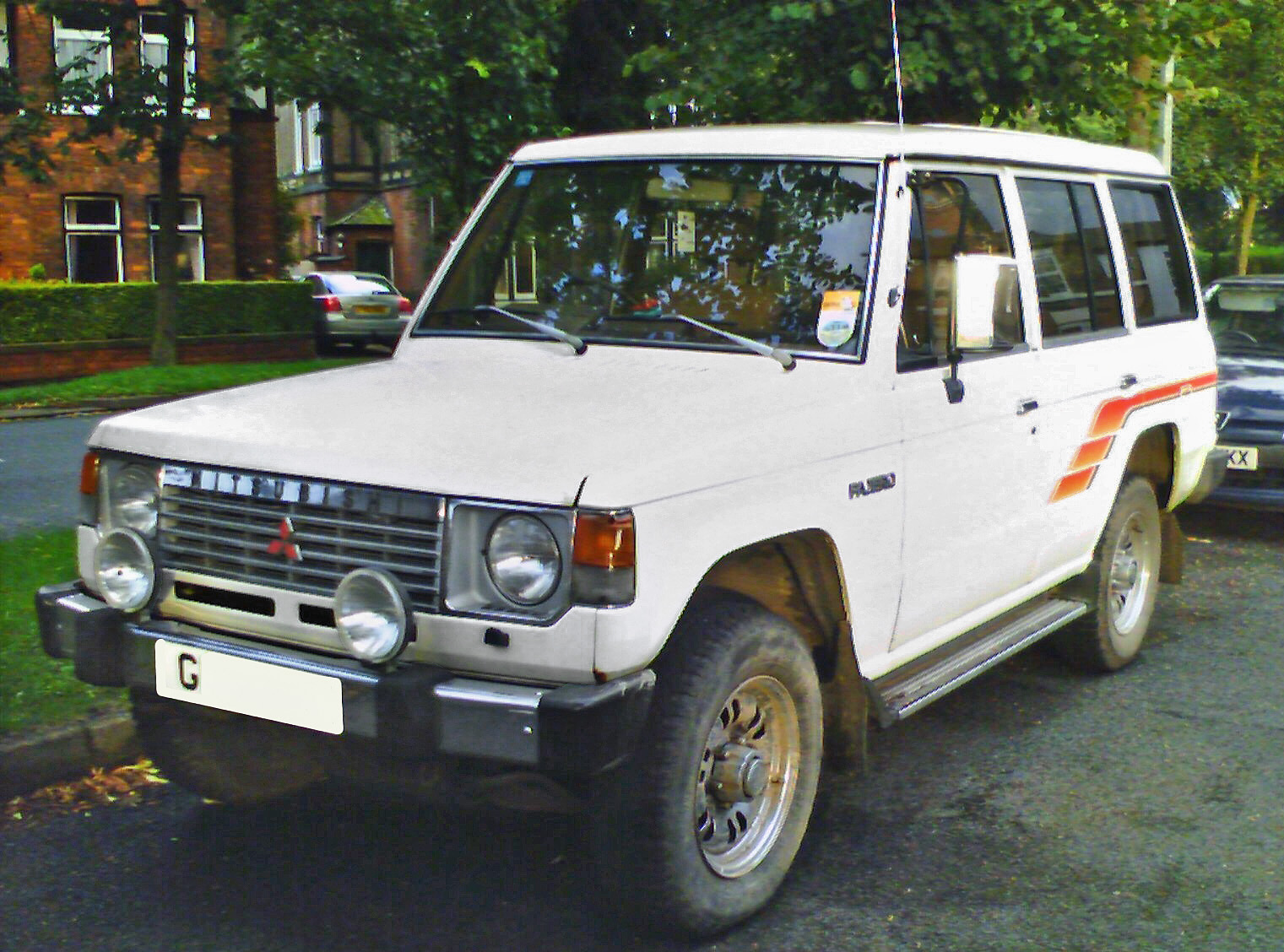
Pajero Wagon

Si trattava di un fuoristrada di medie dimensioni con carrozzeria 3 porte metal o canvas top; successivamente fu presentato il modello wagon con 7 posti e tetto semi-alto.
I motori sono:
- 2.0 l 4 cilindri in linea Benzina (2000/2.0, anche in versione sovralimentata con turbocompressore[1])
- 2.6 l 4 cilindri in linea Benzina (Astron 2.6)
- 2.3 l 4 cilindri in linea Diesel aspirato (2.3 D)
- 2.3 l 4 cilindri in linea TurboDiesel (2300 TD/2.3 TD).
- 2.5 l 4 cilindri in linea TurboDiesel (2500 TD/2.5 TD).
- 3.0 l 6 cilindri a V Benzina (V6 3.0)

In Italia fu disponibile a partire da gennaio 1983 con il motore 2.3 TD, successivamente rimpiazzato dal turbodiesel 2.5; arrivò anche qualche macchina con il 2.6 a benzina e il 3.0 V6 sempre a benzina.
Il Pajero della prima serie aveva il telaio a longheroni e traverse con carrozzeria imbullonata al telaio, trazione posteriore con quella anteriore inseribile, differenziale posteriore autobloccante, riduttore a 2 rapporti. Le sospensioni erano a ponte rigido con balestre al retrotreno e indipendenti a barre di torsione all'avantreno (soluzione studiata per privilegiare il comfort).
Nel corso degli anni fu interessata da continui interventi migliorativi: ad esempio nel 1989 è stata introdotta sulla versione 2.5 Turbodiesel l'intercooler; quella a benzina è passata dal 2.6 al 3.0 litri V6.
Nel 1989 venne anche modificata la sospensione posteriore, passando dalle balestre ai molloni elicoidali.
La prima serie fu usata su licenza dalla Hyundai Precision Products (divisione della Hyundai) per la produzione dello Hyundai Galloper dal 1991 al 2003, esportato in Europa per alcuni anni.

## Seconda serie V20 (1991-1999)
La seconda serie, prodotta dal 1991 al 1999, fu disponibile in 3 carrozzerie: 3 porte Metal o Canvas Top e 5 porte Wagon ed era caratterizzata da un esterno completamente nuovo con dimensioni leggermente aumentate rispetto alla prima serie. Anche gli interni vennero completamente ridisegnati.
I motori sono:
- 2.5 TurboDiesel Intercooler
- 2.8 TurboDiesel Intercooler
- 2.4 Benzina
- 3.0 V6 Benzina
- 3.5 V6 Benzina

I cambi restarono sempre a scelta tra manuale a 5 marce e cambio automatico a 4, ma il sistema di trasmissione venne rivoluzionato introducendo il Super Select 4WD, molto avanzato.
Era venduta con l'ABS di serie nella versione GLS e, nei modelli più accessoriati, con sospensioni regolabili elettricamente.
Negli anni vennero introdotte varie migliorie estetiche, gli airbag e nel 1994 il motore 2.8 TurboDiesel Intercooler.
Verso la fine del 1997 fu presentato un grosso restyling della carrozzeria con qualche modifica anche agli interni. Venne introdotto anche il motore 3.5 V6 a benzina con iniezione diretta GDI che erogava 245 cavalli. Nello stesso periodo fu introdotta una versione Evolution, derivata direttamente dalla versione da gara, che anticipava alcune novità presenti nel modello V60.

## Terza serie V60-70 (1999-2006)
La terza serie V60 passo corto e V70 passo lungo, prodotta dal 1999 al 2006, era disponibile in 3 carrozzerie: 3 porte, Metal Top e 5 porte Wagon. La lunghezza del modello base venne ulteriormente aumentata, arrivando a toccare i 4.800 mm nella versione più lunga.
I motori sono:
- 2.5 TurboDiesel Intercooler

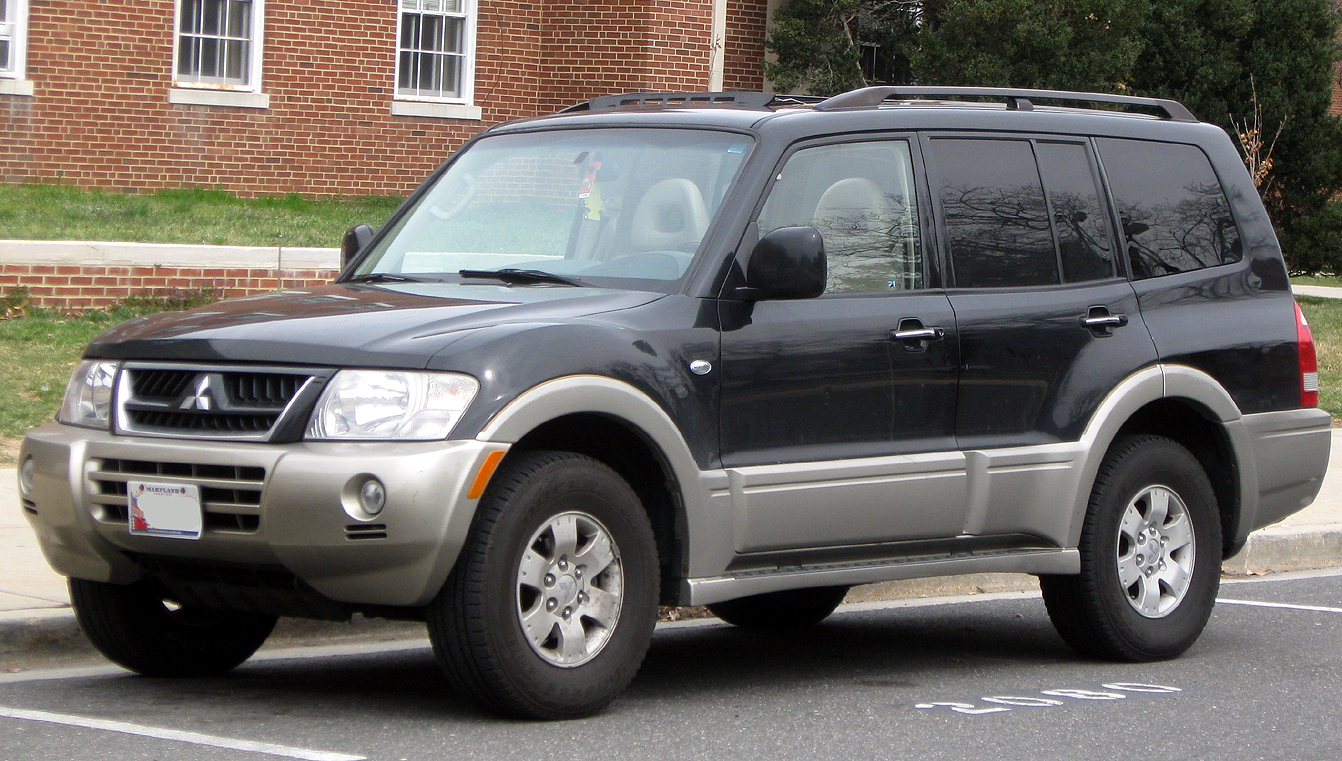
Un Pajero V60 dopo il restyling

- 2.8 TurboDiesel Intercooler (questi ultimi due motori sono gli stessi della versione V20 e sono stati adottatti nei primi anni come alternativa ai più complessi 3.2DI-D)
- 3.2 DI-D Diesel
- 3.5 GDI Benzina

Il 3.2 DI-D è il motore che ha avuto più successo, con distribuzione a 16 valvole, iniezione diretta e 160 cavalli di potenza.
Il sistema di trasmissione era l'SS4-II, derivato dal Super Select 4WD. Il cambio era manuale a 5 marce o automatico con funzione sequenziale, sempre a 5 marce.
Nel 2003 venne presentata una serie di ritocchi estetici, ma soprattutto furono adottati diversi sistemi elettronici di controllo della trazione.

## Quarta serie V80 (2006-2021)
La quarta serie, prodotta dalla fine del 2006, è disponibile in due carrozzerie: 3 porte Metal Top e 5 porte Wagon. Il motore 3.2 DI-D è stato aggiornato a Common-rail (170 cv per la versione con cambio automatico e 160 per il cambio manuale). Esternamente si distingue dalla terza serie nel frontale, nella parte posteriore e qualche altro particolare. Gli interni sono completamente nuovi ed è disponibile un sofisticato sistema hi-fi. Le modifiche maggiori hanno interessato la scocca, che è stata rinforzata, i motori, ora più brillanti e i sistemi di controllo della trazione.
Dal 2010 il motore 3.2 DI-D è stato ulteriormente potenziato a 200 CV. IL modello viene sostanzialmente migliorato ogni anno con piccole aggiunte interne ed esterne che ne migliorano la funzionalità. Dal 2011 il modello 3 porte rispetta la normativa Euro V, mentre il Wagon è ancora Euro IV.
I motori sono:
- 3.2 DI-D (abbinato al cambio manuale): 4 cilindri, 160 CV (118 kW) di potenza e 380 N·m di coppia a 2000 giri/min.
- 3.2 DI-D (abbinato al cambio automatico): 4 cilindri, 170 CV (125 kW) di potenza e 380 N·m di coppia a 2000 giri/min.
- 3.8 V6 Benzina: 6 cilindri, 249 CV (183 kW) di potenza e 340 N·m di coppi a 2750 giri/min.
- Nuovo 3.2 DI-D (abbinato al cambio manuale e all'automatico): 4 cilindri, 200 CV (147 kW) di potenza e 441 N·m di coppia a 2000 giri/min.

Dal 2013 al 2015 i motori rispettano la normativa Euro V.
Con l'anno 2016, il 3.2 DI-D viene aggiornato e, per rispettare la normativa Euro VI, la potenza scende a 190 CV.
Nel 2019, il Pajero cessa di essere venduto in Giappone e in Europa (presentando nel mercato locale una Final Edition a tiratura limitata) a causa delle normative Euro 6D-Temp, continuando a essere prodotto ed esportato nel resto del mondo fino a marzo 2021 ricevendo un leggero aggiornamento all’interno (nuovi colori e nuovo sistema multimediale).

### Motorizzazioni
| Modello                     | Disponibilità | Motore | Cilindrata (cm³) | Potenza         | Coppia Massima (Nm) | Emissioni CO2 (g/Km) | 0–100 km/h (secondi) | Velocità max (Km/h) | Consumo medio (Km/l) |
| Metal Top 3.2 DI-D DPF      | dal 2006      | Diesel | 3200             | 147 Kw (200 Cv) | 441                 | 224                  | 9.4                  | 180                 | 11.8                 |
| Metal Top 3.2 DI-D DPF aut. | dal 2006      | Diesel | 3200             | 147 Kw (200 Cv) | 441                 | 242                  | 10.4                 | 180                 | 10.9                 |
| Wagon 3.2 DI-D DPF          | dal 2006      | Diesel | 3200             | 147 Kw (200 Cv) | 441                 | 228                  | 10.2                 | 180                 | 11.6                 |
| Wagon 3.2 DI-D DPF aut.     | dal 2006      | Diesel | 3200             | 147 Kw (200 Cv) | 441                 | 247                  | 11.1                 | 180                 | 10.8                 |

## Versione Militare

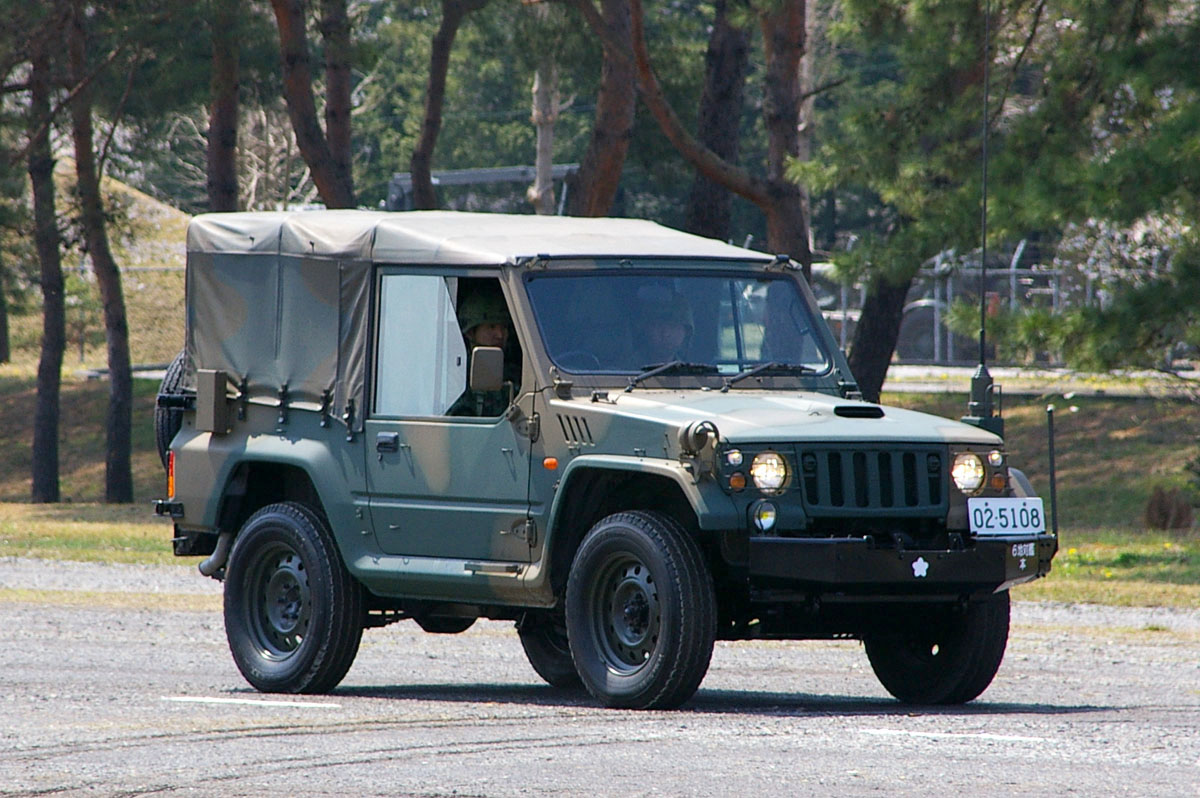
Una Type 73 Jeep (Pajero type)

La Mitsubishi produceva una versione su licenza della Jeep CJ3 con motore a gasolio, di cui venne sviluppata anche una versione militare, la Type 73 Jeep “Mitsubishi J24A”.
Dal 1996 è stata sostituita dalla Type 73 Jeep (Pajero type) che è il nuovo mezzo da ricognizione dell'Esercito giapponese. È dotata di cambio automatico, ha molti componenti comuni al Pajero della prima e della seconda serie.
Le caratteristiche principali sono:
- Lunghezza 4140mm
- Larghezza 1765mm

- Altezza 1970mm
- Peso 1940 kg
- Portata di carico: 440 kg - 6 persone
- Velocità massima: 135 km/h
- Motore: 2.8 litri, 4 cilindri Turbodiesel Intercooler